# Dasypeltis latericia
Espèce
Synonymes
- Dasypeltis gansi latericia Trape & Mané 2006

Statut de conservation UICN

 LC  : Préoccupation mineure
Dasypeltis latericia est une espèce de serpents de la famille des Colubridae.

## Répartition
Cette espèce se rencontre en Guinée, au Mali et au Sénégal.

## Taxinomie
Cette espèce décrite comme une sous-espèce de Dasypeltis gansi a été élevée au rang d'espèce par Trape, Mediannikov et Trape en 2012.

## Étymologie
Son nom d'espèce latericia, du latin latericia, « en brique », lui a été donné en raison de la couleur rougeâtre qu'elle présente et qui est également celle des sols latéritiques des régions d’Afrique de l’Ouest où elle se rencontre.

## Publication originale
- Trape & Mané, 2006 : Le genre Dasypeltis Wagler (Serpentes : Colubridae) en Afrique de l’Ouest : description de trois espèces et d’une sous-espèce nouvelles. Bulletin de la Société Herpétologique de France, vol. 119, p. 27-56 (texte intégral).